# 사약
사약(賜藥)은 조선 시기 사대부의 죄를 물어 왕이 내리는 독약이다.

## 유래
조선은 유교를 근간으로 하고 있어 신체를 훼손하는 것을 큰 수치로 알았기 때문에 참수형이나 교수형과 달리 사대부에게는 신체를 보전할 수 있도록 독약으로 죽는 은전을 주었다. 그래서 사약의 사(賜)는 은사를 내린다는 뜻을 담고 있다.

## 재료
사약의 재료는 전해져 내려오는 문헌이 없어 정확히는 알 수 없으나, 주로 비상 또는 독초, 독버섯 등이 사용되었을 것으로 추측된다.

## 사약을 받은 사람
- 심온
- 안평대군
- 금성대군
- 단종
- 폐비 윤씨
- 조광조
- 경빈 박씨 (중종)
- 복성군
- 윤임
- 송시열
- 희빈 장씨